# Institutet för högre reklam- och kommunikationsutbildning
Institutet för högre reklam- och kommunikationsutbildning (IHR) var tillsammans med Grafiska Institutet (GI) en statlig högskola för studier inom reklam, marknadsföring och kommunikation. GI-IHR blev en institution vid Stockholms universitet 1994 och gick samman med Företagsekonomiska institutionen 2013. Inom den utvidgade institutionen kallas IHR för Marknadskommunikationsprogrammet och GI för Kandidatprogram i marknadskommunikation (GI).

## Historia
GI, Grafiska institutet, bildades 1944 av Svenska boktryckarföreningen och Svenska Tidningsutgivareföreningen. IHR, Institutet för Högre Reklamutbildning, grundades 1953 på initiativ från GI samt Svenska Försäljnings- och Reklamförbundet. Det nya institutet IHR och det äldre GI fick gemensam administration och låg vid denna tid på Karlavägen 108 på Östermalm i Stockholm. År 1960 flyttade GI-IHR till Konstfacks lokaler på Valhallavägen. GI-IHR förstatligades och blev en egen högskola 1977. År 1994 införlivades institutet i Stockholms universitet och flyttade 2001 från Garnisonen till Frescati under namnet Institutionen för tillämpad kommunikationsvetenskap – GI och IHR. Sedan 2013 är IHR Marknadskommunikationsprogrammet och GI Grafiska projektledarprogrammet inom Företagsekonomiska institutionen vid Stockholms universitet.

### GI-IHR:s rektorer
Institutets förste rektor var från 1944 till 1973 Bror Zachrisson. Därefter leddes GI-IHR under 33 år av docent Chris Ottander. Ottander efterträddes 1998 av Richard Wahlund från Handelshögskolan i Stockholm.

## Om utbildningen
Utbildningen på IHR avser att få fram personer som kan ta ansvar för ett företags eller en annan organisations totala kommunikation: en kommunikationsstrateg med managementkompetens. Utbildningen på GI är inriktad på grafisk design och projektledning inom marknads- och reklamkommunikation. Utbildningsprogrammen GI-IHR är både akademiskt och praktiskt orienterade, diplomerade kan efter examen leda ett företags eller en organisations marknadskommunikation, både strategiskt, taktiskt och praktiskt.
För att söka till det Grafiska projektledarprogrammet krävs ”grundläggande behörighet för högskolestudier samt särskild behörighet om ett års yrkeserfarenhet/praktik från media, grafisk industri eller jämförlig verksamhet.” Sökande till Marknadskommunikationsprogrammet måste ha ”grundläggande behörighet för högskolestudier och särskild behörighet om minst 90 högskolepoäng + 1 års branscherfarenhet,  eller 4 års arbetslivserfarenhet med planeringsansvar inom marknadsföring, reklam eller PR.”